# La Roche-en-Brenil
La Roche-en-Brenil ist eine französische Gemeinde mit 909 Einwohnern (Stand: 1. Januar 2022) im Département Côte-d’Or in der Region Bourgogne-Franche-Comté (vor 2016 Bourgogne). Sie gehört zum Arrondissement Montbard und ist Mitglied im Gemeindeverband Communauté de communes de Saulieu-Morvan. Die Bewohner werden Rochelois und Rocheloises genannt.

## Geografie

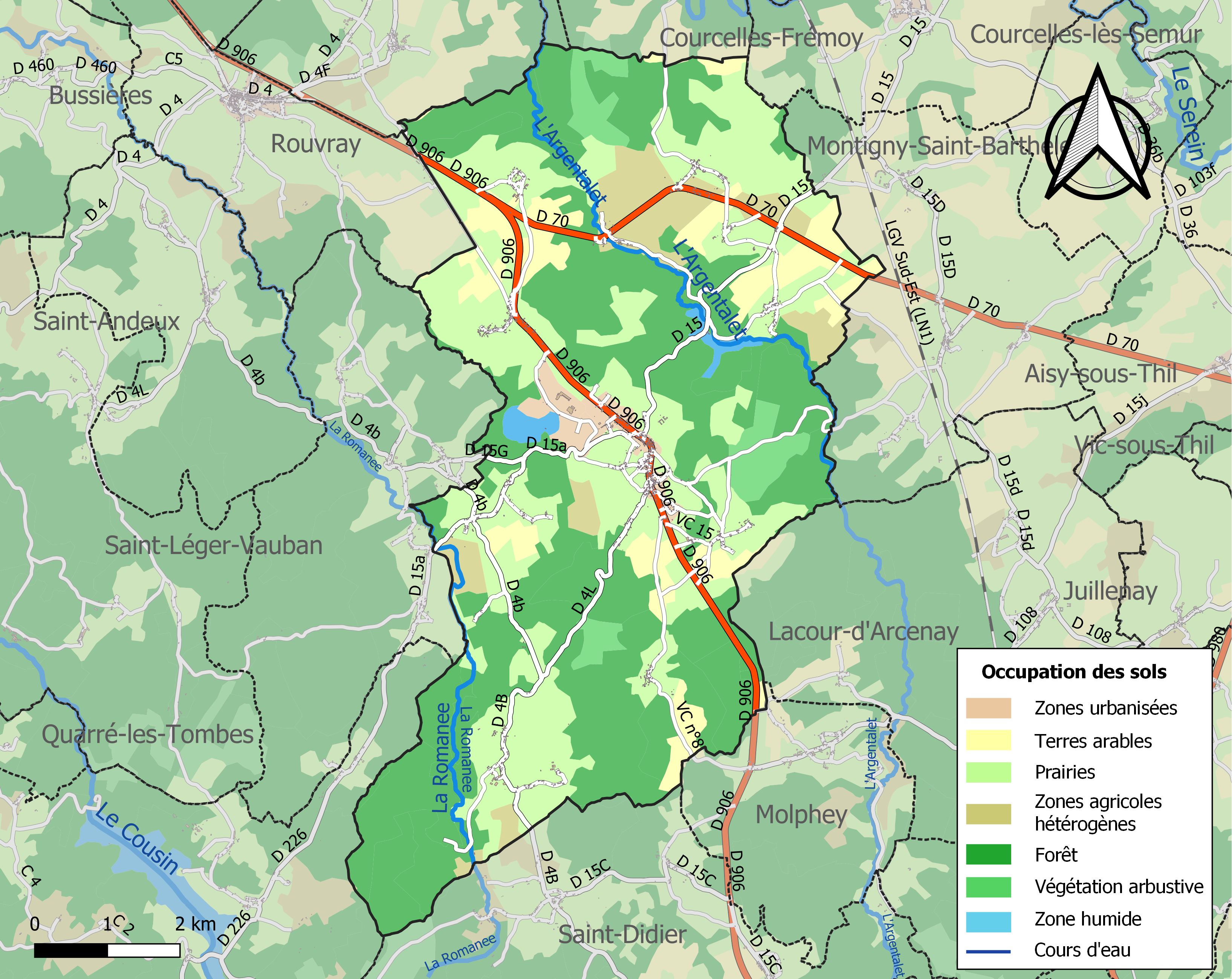
Bodennutzung, Hydrografie und Infrastruktur der Gemeinde (2018)

La Roche-en-Brenil liegt am südwestlichen Rand des Départements an der Grenze zum benachbarten Département Nièvre, etwa 12 Kilometer nordnordwestlich von Saulieu und etwa 65 Kilometer westnordwestlich von Dijon. Die Gemeinde im Granitmassiv Morvan befindet sich im Regionalen Naturpark Morvan im Einzugsgebiet der Seine. Ihr Gebiet wird von den Flüssen Romanée, Tournesac und Argentalet entwässert, die es in nördlicher Richtung durchqueren. Es weist eine Vielzahl von Weihern auf. Die Romanée durchströmt hierbei den Étang de Romanet, der Tournesac den Étang du Tournesac, der Argentalet den Étang de Matrot und den Étang de Villerin.
Das Gebiet von La Roche-en-Brenil ist Teil von sechs ZNIEFF-Naturzonen. Die Hälfte der Fläche der Gemeinde ist bewaldet oder naturbelassen, etwa 40 % werden landwirtschaftlich genutzt (Grünland oder Kulturboden), der Anteil an Wasserflächen (Fließgewässer und Weiher) beträgt 1 %.
Umgeben wird La Roche-en-Brenil von den Nachbargemeinden Sincey-lès-Rouvray im Nordwesten und Norden, Montberthault und Courcelles-Frémoy im Norden, Thoste im Nordosten, Dompierre-en-Morvan und Lacour-d’Arcenay im Osten, Molphey im Südosten, Saint-Didier im Süden, Saint-Agnan-en-Morvan (Département Nièvre) im Südwesten, Saint-Germain-de-Modéon im Westen sowie Rouvray im Nordwesten.

## Bevölkerungsentwicklung

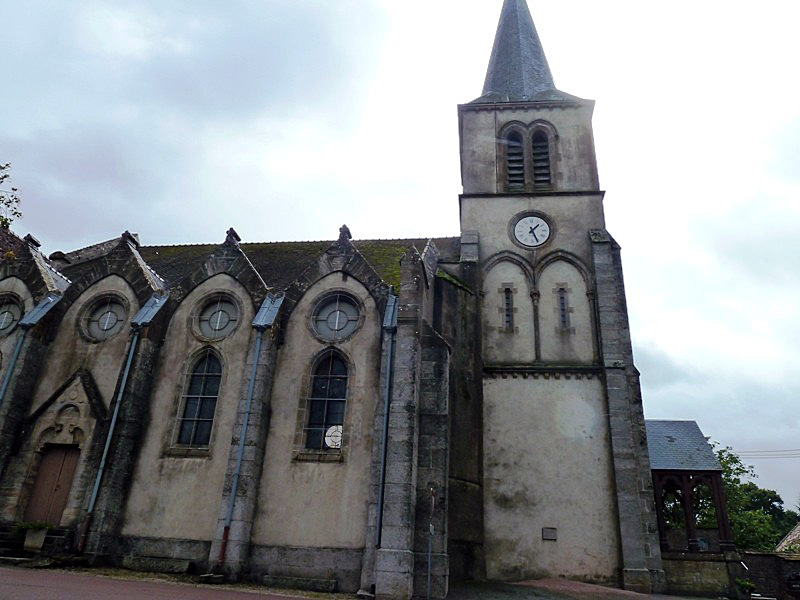
Kirche Saint-Alban

| Jahr                       | 1962 | 1968 | 1975 | 1982 | 1990 | 1999 | 2006 | 2013 | 2020 |
| Einwohner                  | 1277 | 1143 | 1082 | 1066 | 890  | 891  | 924  | 895  | 899  |
| Quellen: Cassini und INSEE |      |      |      |      |      |      |      |      |      |

## Sehenswürdigkeiten
- Kirche Saint-Alban
- Schloss La Roche, ursprünglich eine Burg aus dem 12. Jahrhundert, im 16. Jahrhundert zum Schloss umgebaut, seit 1992 in Teilen als Monument historique eingeschrieben
- Zwei Menhire im Waldgebiet Les Grands-Bois, seit 1889 als Monument historique klassifiziert

## Verkehr
Die Departementsstraße 906, die ehemalige Route nationale 6, durchquert das Gemeindegebiet von Nord nach Süd und verbindet es mit Avallon über Rouvray im Norden und mit Saulieu über Molphey im Süden. In der Nähe des Weilers Vernon mündet die Departementsstraße 70 in die D 906. Sie wird in östlicher Richtung nach Vitteaux über Dompierre-en-Morvan geführt.
Busse der regionalen Transportgesellschaft auf der Linie von Avallon nach Autun über Saulieu bedienen eine Haltestelle in der Gemeinde.